# Evelyn Schalk

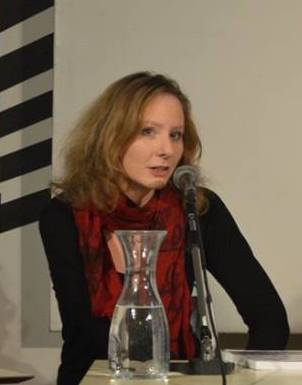
Evelyn Schalk, 2022

Evelyn Schalk (geboren 1981 in Graz) ist eine österreichische Journalistin und Autorin.

## Leben
Schalk studierte Romanistik, Germanistik und Medienfächerkombination an der Universität Graz, ihre Diplomarbeit schrieb sie über antifaschistisches Kabarett der Zwischen- und Nachkriegszeit.
Sie begann ihre journalistische Tätigkeit 1999 bei der Neuen Zeit und arbeitet seither als freiberufliche Journalistin. Schalk schrieb u. a. für den Standard, Korso, Kreuzer, Frankfurter Rundschau, mare, jungle world, Beton International u. a. 2013–14 war sie hauptverantwortliche Redakteurin beim Megaphon.
Seit 2004 ist sie Mitherausgeberin und Chefredakteurin des ausreißer – Die Wandzeitung und des Blogs tatsachen.at.
Sie berichtete aus Flüchtlingslagern in Slowenien, Serbien, Ungarn, Italien und Griechenland. Nach 2015 kehrte sie 2022 wieder nach Spielfeld an der österreichisch-slowenischen Grenze zurück, um die dortigen katastrophalen Bedingungen für Geflüchtete zu dokumentieren. Als eine der wenigen deutschsprachigen Reporterinnen berichtete sie 2019 ausführlich von den Massenprotesten „#1od5miliona“ aus Belgrad, Serbien. Während der Pandemie führte sie die internationale long-read Interview-Serie "Stimmen aus der Krise, Stimmen gegen die Krise".
Als literarische Kolumnistin schreibt sie für perspektive – hefte für zeitgenössische literatur und ist auch Mitherausgeberin des mehrsprachigen Magazins Transletter, einer Kooperation von ausreißer, Lichtungen und perspektive.
Immer wieder veröffentlicht sie Abschnitte ihrer literarischen Serie nacht.schicht und setzt sich in ihrem Langzeitprojekt About War – Die Sprache des Krieges mit dem Schreiben und Sprechen im und über Krieg auseinander.
Weitere Arbeitsschwerpunkte sind öffentlicher Raum, Mehrsprachigkeit, Migration und soziale Ungleichheit.

## Auszeichnungen (Auswahl)
- 1996: Certificate of Appreciation Worldwide Essay Competition on the World Food Summit 1996 der Food and Agriculture Organization of the United Nations
- 2007: Hugo-von-Kleinmayr-Förderungspreis des Germanistik-Institutes der Universität Graz
- 2015: START Stipendium für Literatur des Österreichischen Bundeskanzleramtes
- 2016: Literaturstipendium der Stadt Graz
- 2018: Jubiläumsfonds-Stipendium der Literar Mechana
- 2021: Alexander-Sacher-Masoch Preis des Literaturhaus Wien (zusammen mit Co-Herausgeberin Ulrike Freitag für den ausreißer)
- 2022: KUNSTRAUM STEIERMARK Stipendium
- 2023: Fetisov Journalism Award for Outstanding Contribution to Peace (3.) für "Nacht über Österreich für afghanische Astronomin"[5]
- 2024: "von unten" Journalismuspreis der Armutskonferenz (zusammen mit Alexander Danner) für "An der Grenze".[6]

## Weitere Funktionen
- 2012–2015: Leitung des Medienworkshops "schlagzeilen machen" des steirischen herbst
- 2016: Leitung der Europäischen Theaternacht
- 2016–2018 Vorstandsmitglied der IG Kultur Österreich

## Publikationen
- Graz abseits der Pfade. Eine etwas andere Reise durch die Stadt zwischen den Zeilen und Zeiten. Reiseführer, Braumüller, Wien 2018, ISBN 978-3-99100-236-9.